# ممنون

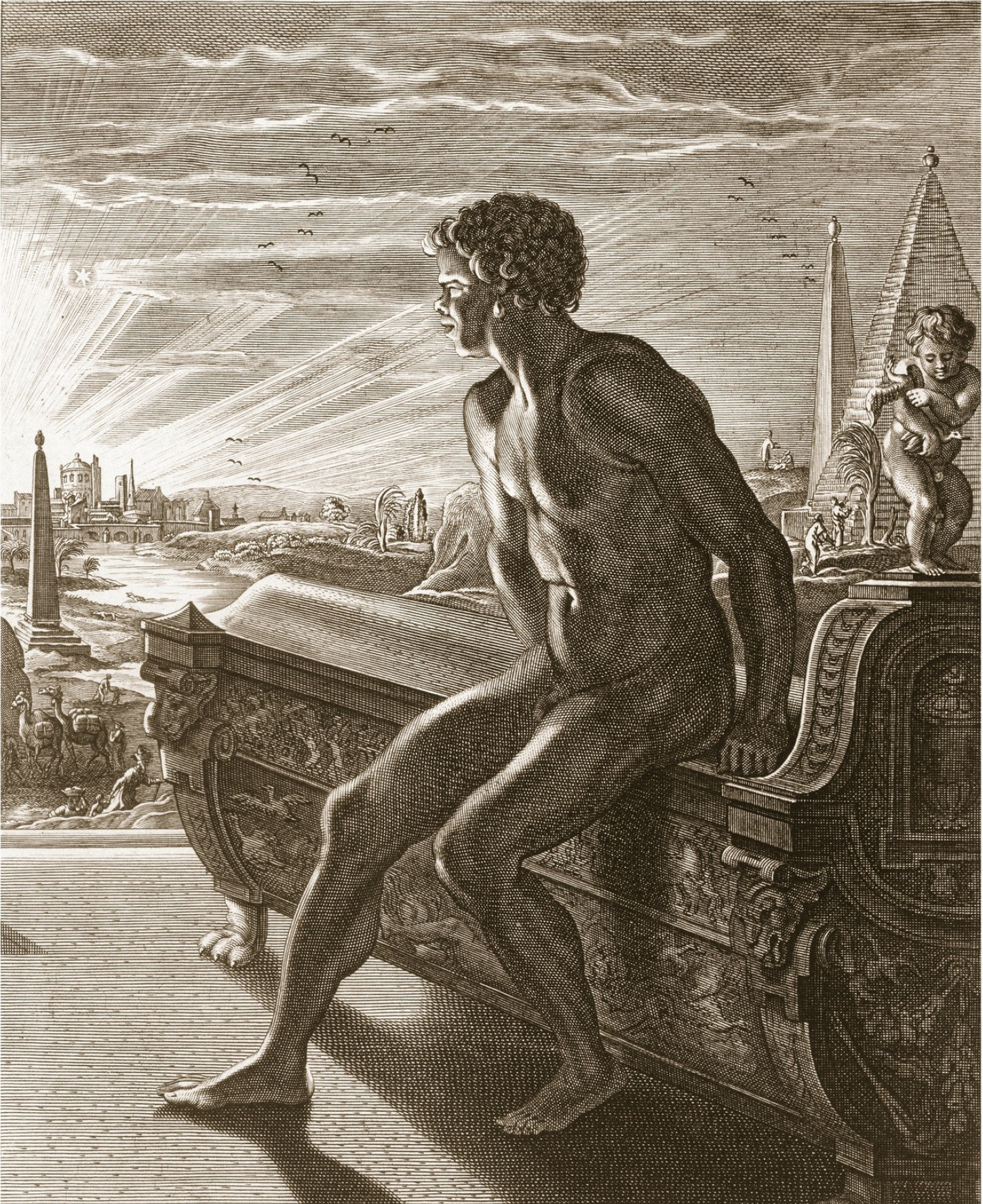
ممنون اثر برنار پیکار

ممنون(به یونانی: Mέμνων) بر پایهٔ اساطیر یونانی پادشاه حبشه و پسر تیتون و ائوس بود. او در جنگاوری همسنگ آشیل بوده‌است. در هنگامهٔ جنگ تروآ او به یاری مدافعان تروایی بدان شهر لشکرکشید. او در نبرد با آشیل کشته‌می شود.
با اینکه پاره‌ای نویسندگان رومی و یونانی وی را از آفریقا دانسته‌اند، برخی نویسندگان یونانی مانند آشیلوس و کتزیاس او را یک کاسی و بنیادگذار شهر شوش در خوزستان دانسته‌اند. هرودوت شهر شوش را شوشِ ممنون می‌خواند، ولی میان حبشهٔ آفریقا و زادگاه ممنون اختلاف قائل شده و زادگاه او را حبشهٔ آسیا و یکی از ساتراپیهای هخامنشی می‌داند.